# Onthophagus compressus
Onthophagus compressus es una especie de insecto del género Onthophagus de la familia Scarabaeidae del orden Coleoptera.

## Historia
Fue descrita científicamente por primera vez en el año 1855 por Guérin-Méneville.